# ميغان جانز
ميغان آن غانز (بالإنجليزية: Megan Ann Ganz)‏ (من مواليد 1 يونيو 1984) هي كاتبة كوميديا أمريكية ومحررة مشاركة سابقة في ذي أنيون. كانت كاتبة ومنتجة تنفيذية في مسلسل فيلادلفيا دائما مشمسة منذ عام 2017. كتبت سابقًا مسلسل كوميونتي لمدة ثلاث سنوات من 2010 إلى 2013، وغادرت للكتابة في مسلسل مودرن فاميلي من 2013 إلى 2015. كتبت أيضًا المسلسل الكوميدي آخر رجل على الأرض، وشاركت في إنشاء المسلسل الكوميدي سالسعي الأسطوري جنبًا إلى جنب مع روب ماكيلهيني وتشارلي داي.